# Унгер, Макс (музыковед)
Макс Унгер (нем. Ernst Max Unger; 28 мая 1883, Таура — 1 декабря 1959, Цюрих) — немецкий музыковед.
Учился музыке в Хемнице у Франца Майерхофа и Пауля Видемана. В 1904—1906 гг. изучал дирижирование в Лейпцигской консерватории, одновременно занимаясь музыковедением в Лейпцигском университете у Гуго Римана. В 1906—1907 гг. работал в Лейпциге дирижёром, затем в 1907—1908 гг. преподавал в Бромбергской консерватории. Вернувшись в Лейпциг, защитил в 1911 году диссертацию «Жизнь Муцио Клементи», публиковался как музыкальный критик в «Новой музыкальной газете», в 1920 году непродолжительное время был её главным редактором. В 1912—1914 гг. музыкальный руководитель Лейпцигского мадригального хора. В 1933 году эмигрировал в Швейцарию.
Наиболее известен как исследователь биографии Людвига ван Бетховена, публикатор его писем (в том числе Einige Briefe Beethovens, erstmals mitgeteilt von Max Unger, 1933), монографии об отношениях Бетховена с издателями. Автор 150 статей.